# Rajshree Ramasethu
Rajshree Ramasethu – oficerka generalna armii indyjskiej ze stopniem generała porucznika. Jest piątą kobietą w indyjskich siłach zbrojnych i trzecią w armii indyjskiej, która awansowała do rangi trzygwiazdkowej. Pełniła funkcję dyrektorki i komendantki Wyższej Szkoły Medycznej Sił Zbrojnych w Pune.

## Kariera
Wstąpiła do Wyższej Szkoły Medycznej Sił Zbrojnych w Pune w 1979.
Została przyjęta do Wojskowego Korpusu Medycznego w grudniu 1983. Ukończyła studia podyplomowe, uzyskując tytuł doktorski z medycyny w dziedzinie chorób wewnętrznych. Następnie wykonała specjalizację z nefrologii w All India Institute of Medical Sciences w Nowym Delhi.
Zajmowała stanowiska konsultantki w INHS Asvini, szpitalu marynarki wojennej w Bombaju, oraz w Szpitalu Dowództwa Wschodniego w Kalkucie. Służyła również jako komendantka szpitala wojskowego w Chennai oraz jako zastępczyni szefa zintegrowanego personelu obronnego w HQ IDS.
W stopniu generał dywizji służyła jako starsza konsultantka w biurze Dyrektora Generalnego Służb Medycznych Sił Zbrojnych w Nowym Delhi. Następnie służyła jako major generalny medycyny w Dowództwie Południowym w Pune. W dniu 16 września 2021 Ramasethu objęła stanowisko dyrektorki i komendantki Wyższej Szkoły Medycznej Sił Zbrojnych w Pune w randze generała porucznika.

## Odznaczenia
Została trzykrotnie odznaczona Kartą Pochwalną Szefa Sztabu Armii: w 1995, 2011 i 2017.